# NGC 1719
NGC 1719 je galaksija u zviježđu Orionu.

## Vanjske poveznice
- SEDS: NGC 1719